# The Man Who Came Back (film 1914 Lewis)
The Man Who Came Back è un cortometraggio muto del 1914 diretto da Henry Harrison Lewis. Prodotto dalla Beauty (American Film Manufacturing Company), aveva come interpreti Harry A. Pollard, Margarita Fischer, Joe Harris, Fred Gamble.

## Trama
Dopo avere subito un tracollo finanziario che lo ha mandato in rovina, il giovane Donald Baxter ripromette a sé stesso di rifarsi una vita e di tornare solo quando sarà riuscito a vincere quella scommessa con sé stesso.

Cinque anni sono passati. Ritornato in incognito, è accompagnato da Hawkins, il suo valletto. Ricompra la sua vecchia casa e vi installa Hawkins, che lui fa passare per il "milionario del Klondyke". La sua vecchia fidanzata e la di lei madre, la signora Porter, cercano di coltivarsi il neo milionario, al quale tentano di insegnare le belle maniere per farlo entrare in società. Nel frattempo Baxter, che si finge sempre povero, incontra e si innamora della bella Mabelle Arnold, pupilla dei Porter.

Quando la verità verrà ristabilita con grande scorno dell'arrogante signora Porter e di sua figlia, la bella Mabel convolerà a giuste nozze con il ricco Baxter.

## Produzione
Il film fu prodotto dalla Beauty (American Film Manufacturing Company.

## Distribuzione
Distribuito dalla Mutual, il film - un cortometraggio in una bobina - uscì nelle sale statunitensi il 21 aprile 1914.